# Peter North
Peter North (ur. 11 maja 1957 w Halifaksie) – kanadyjski aktor, reżyser, scenarzysta i producent filmów pornograficznych. 
Jego kariera rozpoczęła się w Złotej Erze Filmów Porno i stał się jednym z największych gwiazd tego okresu. W 2002 został umieszczony na piętnastym miejscu na liście 50. największych gwiazd branży porno wszech czasów przez periodyk „Adult Video News”.
Przybrane nazwisko North (ang. Północ) jest hołdem dla Roberta Conrada i jego telewizyjnego bohatera Jamesa T. Westa z serialu CBS The Wild Wild West (1965–1969). Według oficjalnej strony internetowej wybrał imię konfirmacyjne Peter, ponieważ „penis bywa również nazywany Piotrusiem (Peter), a gdy jest w erekcji, to jest zwrócony w stronę północy” (North). Poza tym Peter North pochodził z północy.

## Życiorys

### Wczesne lata
Urodził się w Halifaksie, w prowincji Nowej Szkocji jako syn Gisele Marie Robichaud i Erica Austina Browna. Wychowywał się z dwiema siostrami – Karen i Lindą. Uczęszczał do James Lorimer Ilsley High School, gdzie grał w futbol kanadyjski i hokej na lodzie. W 1982 przeprowadził się do Stanów Zjednoczonych i zamieszkał w Newport Coast w Newport Beach w stanie Kalifornia.

### Kariera
W wywiadzie z 1996 opublikowanym w lokalnej gazecie „The Chronicle Herald”, stwierdził, że został odkryty na początku lat osiemdziesiątych podczas reklamy odzieży sportowej na prywatnej imprezie w Los Angeles. Mężczyzna z branży filmów dla dorosłych, którego North nie wymieniał, uczestniczył w imprezie, był pod wrażeniem budowy ciała Northa i dał mu swoją wizytówkę.
North z powodu olbrzymich długów wstąpił do przemysłu erotycznego w 1983, aby zdobyć pieniądze potrzebne mu do spłaty kredytów. Początkowo North występował w pornografii gejowskiej pod pseudonimem Matt Ramsey takich jak Euromen (1983), Backstrokes, Kuzyni (Cousins, 1983), Sprawa rozmiaru (A Matter of Size, 1983), Im większe, tym lepsze (The Bigger the Better, 1984), Poniżej pasa (Below the Belt), Chłopcy z Zachodniego Hollywood (Boys of West Hollywood), The Company We Keep, Getting It, 1985), Hot Off The Press, Wywiad (Interview), Like a Horse (1984), Pan dyscypliny (Master of Discipline), More Mind Games, Sizing Up, Switch Hitters 3 (1988), Dwie garści (Two Handfuls, 1988), Młodzi gladiatorzy (Young Gladiators) i Blow Bi Blow (1990).
Bardzo szybko dołączył do heteroseksualnych produkcji, m.in.: Breaking It (1984) z Traci Lords i Tomem Byronem, Prostytutki Nowej Fali (New Wave Hookers, 1985) z Ginger Lynn, Diabeł w pannie Jones 3: Nowy początek (The Devil in Miss Jones 3: A New Beginning, 1986) z Amber Lynn, Kameleon (The Chameleon, 1989), Głębokie gardło 3 (Deep Throat III, 1989), Tajemnice (Secrets, 1990) z Rocco Siffredi, Ukrywane obsesje (Hidden Obsessions, 1992), Satyr (1998) z Jenną Jameson oraz John Holmes Goes Gay! (2002) z Johnem Holmesem. Jego ekranowymi partnerkami były także Jill Kelly i Anita Blond.
W 2004 amerykański fotograf Timothy Greenfield-Sanders opublikował książkę XXX: 30 Porn Star Photographs z 30. gwiazdami porno, w tym z Northem. W 2011 był nominowany do XBIZ Award w kategorii powrót wykonawcy roku. Wystąpił w komedii Calvin’s Dream (2011).
We wrześniu 2013 trafił na drugie miejsce wśród 10 popularnych męskich gwiazd porno portalu Crazypundit.com. W rankingu Top 10 najpopularniejszych i najlepszych gwiazdorów porno 2019 przeprowadzonym przez portal RedBled.com zajął drugie miejsce.
W styczniu 2018 udzielił wywiadu dla magazynu „Men’s Health”, gdzie pojawiła się jego wypowiedź w kwietniu 2021. 

## Życie prywatne
Ujawnił publicznie, że jest biseksualistą. W 1998 zawarł związek małżeński z aktorką porno Jewel De’Nyle, lecz po dwóch latach w maju 2000 doszło do rozwodu.
W 2014 związał się z Candi Lynn, która w latach 2015–2018 pracowała dla NorthPole Entertainment jako aktorka i reżyserka porno pod pseudonimem Nadia North. Pobrali się w marcu 2017. 15 lipca 2019 TMZ poinformowało, że Nadia North otrzymała zakaz zbliżania się wobec męża w związku z dwoma epizodami przemocy domowej, które miały miejsce w czerwcu tego roku. Według doniesień w wyniku jednego z incydentów doznała wstrząśnienia mózgu. Twierdziła, że doszło do około 20 takich brutalnych spotkań z Northem. W 2022 para rozwiodła się.

## Nagrody
| Rok  | Nagroda                                        | Kategoria                                 | Film                          | Inni wykonawcy                                                                                       |
| ---- | ---------------------------------------------- | ----------------------------------------- | ----------------------------- | --- |
| 1986 | XRCO Award                                     | Orgazmiczna scena oralna                  | Love Bites (1985)             | Amber Lynn                                                                                           |
| 1988 | XRCO Award                                     | Ogier roku                                | –                             | – |
| 1988 | XRCO Award                                     | Najlepsza scena kopulacji                 | Pretty Peaches 2 (1987)       | Tracey Adams                                                                                         |
| 1989 | XRCO Award                                     | Najlepsza scena triolizmu                 | Catwoman (1988)               | Alexa Parks i Buddy Love                                                                             |
| 1990 | F.O.X.E. Award (Fans of X-Rated Entertainment) | Ulubieniec fanów                          | –                             | – |
| 1991 | F.O.X.E. Award (Fans of X-Rated Entertainment) | Ulubieniec fanów                          | –                             | – |
| 1992 | F.O.X.E. Award (Fans of X-Rated Entertainment) | Ulubieniec fanów                          | –                             | – |
| 1994 | XRCO Award                                     | Najlepsza scena seksu grupowego           | Slave to Love (1993)          | Brittany O’Connell, Sean Michaels, Kitty Yung, Beatrice Valle, Randy Spears, Jalynn, Sierra i TT Boy |
| 1995 | XRCO Award                                     | XRCO Hall Of Fame                         | –                             | – |
| 1997 | Legends of Erotica                             | Legenda Erotyczna                         | –                             | – |
| 1998 | AVN Award                                      | Najlepsza scena seksu grupowego – wideo   | Gluteus to the Maximus (1997) | Amber Lynn i Mark Wallice                                                                            |
| 1998 | NightMoves Award                               | Najlepszy aktor                           | –                             | – |
| 1999 | NightMoves Award                               | Najlepszy aktor                           | –                             | – |
| 1999 | NightMoves Award                               | Krajowa nagroda za całokształt twórczości | –                             | – |
| 2015 | Raven’s Eden Award                             | Aleja Sław (Hall of Fame)                 | –                             | – |